# ذا ميسيج (أغنية غراند ماستر أند ذا فيوريوس فايف)
«ذا ميسيج» هي أغنية من قبل غراند ماستر أند ذا فيوريوس فايف. تم إصدارها كأغنية منفردة من قبل شوغر هيل ريكوردز في 1 يوليو 1982 وأصبحث لاحقا في أول ألبوم، ذا ميسيج.

## الاستخدام في الثقافة الشعبية
تضمنت الأغنية في لعبة فيديو 2002 جي تي أي: فايس سيتي.

## ريمكس
- «ذا ميسيج '95» (ريمكس داي فانتاستيشن فيا) (1995, إيست ويست ريكوردز)[2]
- «ذا ميسيج» - 1997، ديب بيتس ريكوردز (ديب سي دي 001)[3]